# Kavalierhaus (Weißenfels Marienstraße 2)

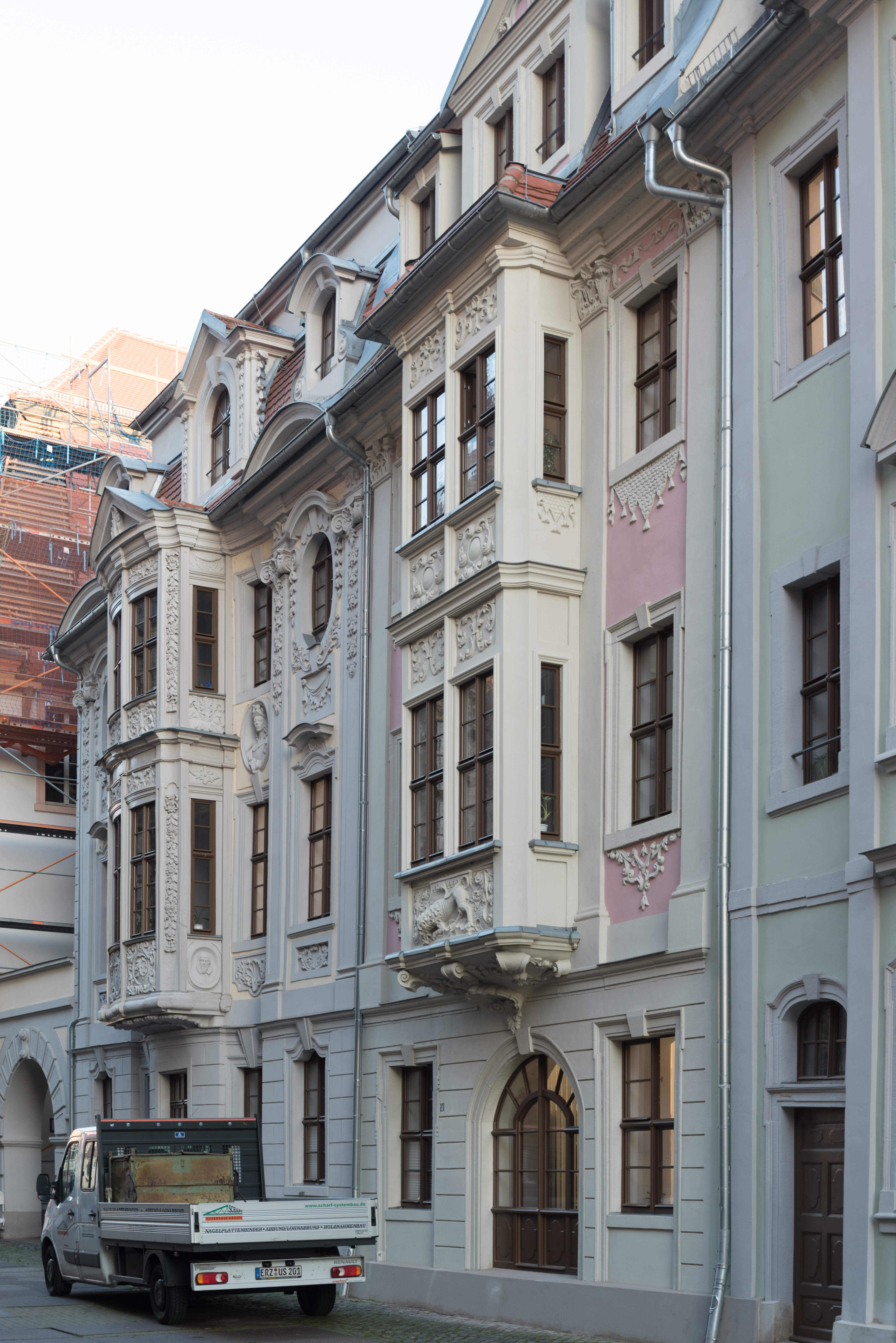
Kavaliershaus Marienstraße 2 und 4

Das Kavaliershaus ist ein denkmalgeschütztes Gebäude in der Stadt Weißenfels in Sachsen-Anhalt. Im örtlichen Denkmalverzeichnis ist das Gebäude unter der Erfassungsnummer 094 00629 als Baudenkmal verzeichnet.

## Geschichte
Das Kavaliershaus unter der Adresse Marienstraße 2 in Weißenfels wurde 1720 von Johann Christoph Schütze erbaut.  Ein Stadtbrand zuvor im Jahr 1715 hatte auch das Rathaus, die St.-Marien-Kirche sowie die Marienstraße zerstört. Nach deren Wiederaufbau wurde das Gebäude für den Regierungssekretär Andreas Benjamin Praetorius errichtet. Büsten und Kopfreliefs schmücken seine Fassade. Ovalfenster und ein zweigeschossiger Erker, ein Zwerchgiebel und ein Mansardendach sind ebenfalls Teil des Gebäudes.
2012 bis 2013 wurde das Gebäude saniert und wird seitdem als Teil des technischen Rathauses von der Stadtverwaltung genutzt.